# Квашур (Вавожский район)
Квашу́р — деревня в Вавожском районе Удмуртии. С 9 июля 2019 года входит в состав муниципального образования Зямбайгуртского сельского поселения, до 9 июля входила в Брызгаловское сельское поселение. 
Урбанонимы:
- улицы — Подлесная, Садовая

## Население
| 2010 | 2012 |
| ---- | ---- |
| 8    | ↗10  |